# HD 125150
HD 125150，又名CD-3210005，SAO 205412、HR 5348，是一颗恒星，视星等为6.54，位于銀經323.14，銀緯26.22，其B1900.0坐标为赤經14h 12m 28.6s，赤緯-32° 26.22′ 25″。